# Ulrich III. Wittwiler von Rorschach
Ulrich III. Wittwiler von Rorschach (* 1535; † 10. Oktober 1600) war von 1585 bis 1600 der 38. Abt von Einsiedeln.

## Leben

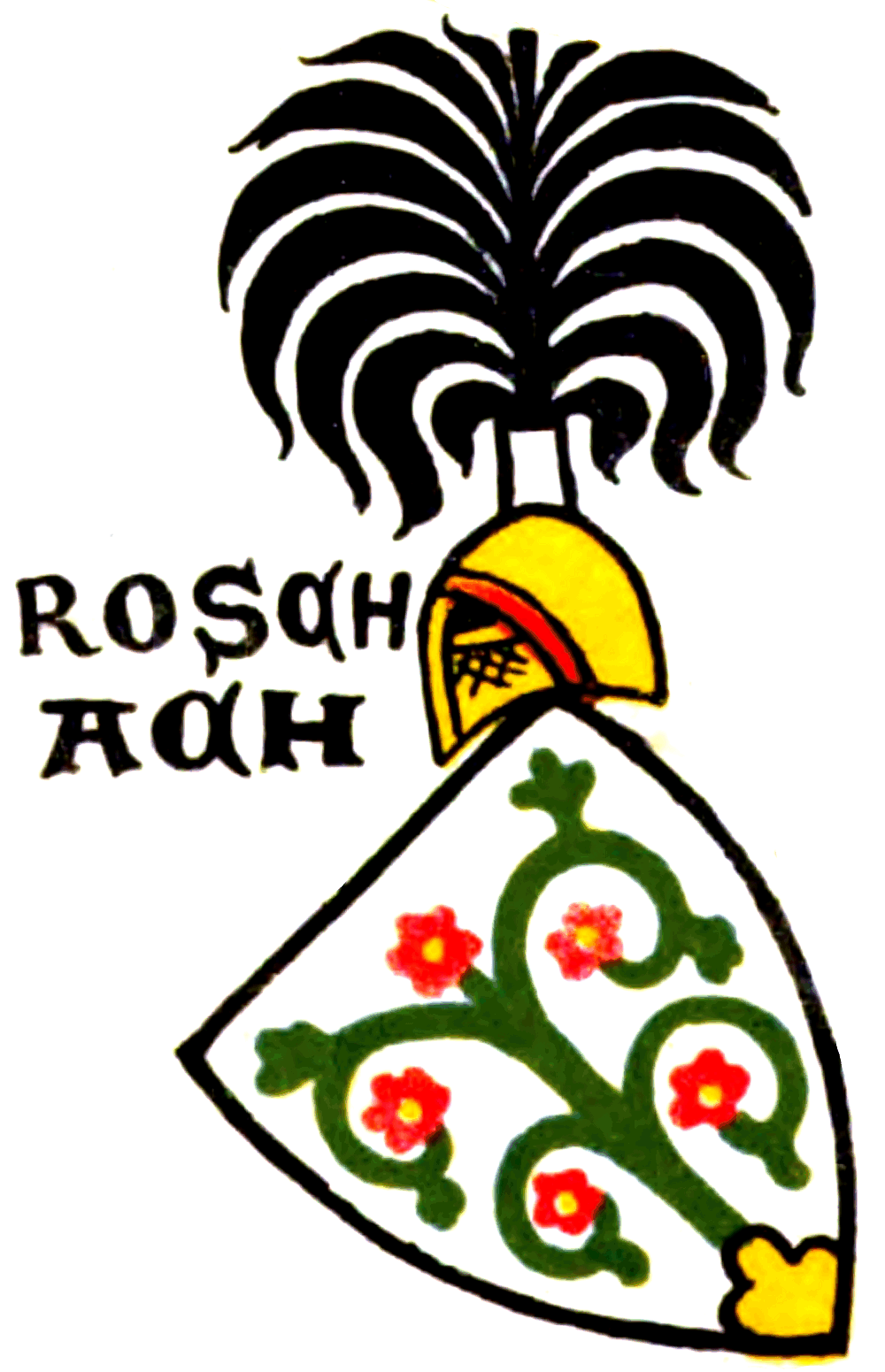
Wappen der Roschach in der Zürcher Wappenrolle, ca. 1340

Ulrich Wittwiler trat 1549 in das Stift ein, wurde am 1. März 1550 zum Subdiakon und am 21. Februar 1551 zum Diakon geweiht. Von 1553 bis 1556 studierte er in Freiburg im Breisgau und erhielt den Titel "Magister artium et philosophiae". Noch im selben Jahr wurde er auch zum Priester geweiht.
Von Nuntius Giovanni Francesco Bonomi wurde Wittwiler 1579 zum Administrator des Stiftes ernannt, wobei er mit diversen Schwierigkeiten zu kämpfen hatte. Die Beziehung zu dem vorherigen Abt war angespannt und seine Untergebenen wollten sich nicht an die neue züchtige Ordnung gewöhnen. Erdrückend waren auch die Schulden von 25'000 Gulden, wodurch die Schwyzer wieder die Vorlegung aller Rechnungen verlangten. Weiterhin musste das Kloster nach dem Grossbrand von 1577 wiederaufgebaut werden, eine Aufgabe, welche den Abt bis zu seinem Tode beschäftigte.
Abt Ulrich Wittwiler starb im Ruf eines frommen, umsichtigen, gütigen und arbeitsamen Mannes, der sich um die Hebung de Stiftes verdient gemacht hat.